# السرب السادس (القوات الجوية الملكية السعودية)
السرب السادس هو سرب قتالي تابع للقوات الجوية الملكية السعودية ويحتوي على طائرات F-15C وF-15D ومقرة قاعدة الملك خالد الجوية في خميس مشيط. كان السرب يحتوي عام 1966 على طائرات F53 ثم تم إستبدالها عام 1977 بطائرات F 5 وفي عام 1980 تم إخراج طائرات F 5 من الخدمة وإستبدالهن بطائرات F-15C وF-15D وفي عام 1990 تم إضافة طائرات F-15S إلى السرب.